# Cynoglossum troodii
Cynoglossum troodii är en strävbladig växtart som beskrevs av Harald Lindberg. Cynoglossum troodii ingår i släktet hundtungor, och familjen strävbladiga växter. Inga underarter finns listade i Catalogue of Life.